# Una bona persona
Una bona persona (títol original en anglès, A Good Person) és una pel·lícula dramàtica estatunidenca de 2023 escrita, dirigida i produïda per Zach Braff. La pel·lícula és protagonitzada per Florence Pugh, Molly Shannon, Chinaza Uche, Celeste O'Connor i Morgan Freeman. S'ha doblat i subtitulat al català.
Es va estrenar als Estats Units amb una estrena limitada als cinemes el 24 de març de 2023, abans d'una àmplia expansió el 31 de març de 2023 a càrrec de Metro-Goldwyn-Mayer. La pel·lícula va rebre una resposta mixta de la crítica.

## Premissa
Un any després d'haver patit un accident mortal, l'Allison estableix una relació poc probable amb el seu aspirant a sogre.

## Repartiment
- Florence Pugh com a Allison
- Morgan Freeman com a Daniel
- Celeste O'Connor com a Ryan
- Molly Shannon com a Diane
- Chinaza Uche com a Nathan
- Zoe Lister-Jones com a Simone
- Nichelle Hines com a Molly
- Toby Onwumere com a Jesse